# Chromodoris magnifica
Chromodoris magnifica (Quoy e Gaimard, 1832) è un mollusco nudibranchio della famiglia Chromodorididae.

## Descrizione
Corpo dalle colorazioni tipiche: giallo, arancio e blu o rosso, arancio e nero, bordo esterno sempre con alternanza bianco-arancio-bianco, arancione sul lato inferiore. Tre bande azzurre sempre presenti sul dorso. Rinofori e branchie arancio. Fino a 4,5 centimetri.

## Biologia
È tipico il radunarsi in file di due o più esemplari, con l'esemplare che segue a contatto con la coda dell'esemplare che precede.

## Distribuzione e habitat
Rara, vive fino ai 30 metri di profondità. Australia, Filippine, Indonesia, Nuova Guinea.